# Masala (Familienname)
Masala ist ein Familienname sardischer Herkunft. Es wird vermutet, dass es sich um einen Herkunftsnamen handelt, der auf eine nicht mehr existente Siedlung bei Cossoine (Metropolitanstadt Sassari) verweist.
Bekannte Namensträger sind:
- Beatrice Masala (* 1963), deutsche Schauspielerin
- Carlo Masala (* 1968), deutscher Politikwissenschaftler und Hochschullehrer
- Daniele Masala (* 1955), italienischer Moderner Fünfkämpfer